# 35-я ракетная дивизия
35-я ракетная Краснознамённая, орденов Кутузова и Александра Невского дивизия — дивизия в составе Ракетных войск стратегического назначения, расположенная в ЗАТО Сибирский Алтайского края (войсковая часть 52929).

## История
В 1942 году в посёлке Рублёво Московской области сформирована 21-я лёгкая артиллерийская бригада Резерва Верховного Главного Командования. Бригада входила в состав 6-й артиллерийской дивизии прорыва 5-й армии. В состав бригады вошли:
- 200-й Краснознамённый Померанский артиллерийский полк;
- 1171-й артиллерийский полк;
- 1314-й артиллерийский полк.

Бригада принимала участие в Великой Отечественной войне. 
Боевой путь бригады начался в боях Жиздринской наступательной операции и Курской битвы, прошёл через Мозырь, Калинковичи, Карачев, Гомель, Минск, Варшаву, Берлин и завершился на Эльбе. Бригада награждена орденом Красного Знамени, орденом Александра Невского и орденом Кутузова II степени.
После окончания Второй мировой войны бригада дислоцировалась в городе Ратенов в Германской Демократической Республике.
В июле 1945 года часть получила новое вооружение и была переименована в 65-ю тяжёлую миномётную бригаду.
На основании директивы Министра обороны СССР от мая 1960 г. на базе управления и частей 65-й тяжёлой миномётной Краснознамённой орденов Кутузова и Александра Невского бригады 6-й артиллерийской дивизии прорыва было сформировано управление 46-й ракетной бригады Резерва Верховного Главного командования. Штаб бригады располагался в помещениях расформированной 65-й тяжёлой миномётной бригады в г. Прохладный Кабардино-Балкарской Автономной Советской Социалистической Республики.
В состав 46-й ракетной бригады вошёл 178-й ракетный полк (создан в августе 1959 года), а позже, после сформирования (в конце 1960 г), 479-й Померанский ракетный орденов Кутузова и Богдана Хмельницкого полк и 480-й Дрезденский ракетный полк.
18 апреля 1961 года бригада заступила на боевое дежурство в составе дежурных смен командного пункта (КП) рбр и дежурных сил 178 рп (командир полка - подполковник Запорожец Михаил Иванович) (КП, 1 рдн (командир 1 рдн - майор Авдеев Степан Николаевич) (с наземными пусковыми установками и четырьмя ракетами Р-12) (8К63)) и 1059 ртб. Это стало возможным благодаря огромным усилиям командования бригады, полка и базы, офицеров управления, батальона связи и других подразделений и, конечно, военнослужащих срочной службы.
Согласно директиве Министра обороны СССР от апреля 1961 год года 46-я ракетная бригада преобразована в 35-ю ракетную Краснознамённую, орденов Кутузова и Александра Невского дивизию и вошла в состав 43-й воздушной армии (штаб — г. Винница Украинской ССР). Ордена вместе с Боевым знаменем по принадлежности переданы 35-й ракетной дивизии.
В 1961 году управление дивизии переведено в г. Орджоникидзе.
22 декабря 1963 года в ходе стратегического учения «Гроза» под руководством Министра обороны СССР впервые в истории Ракетных войск стратегического назначения в дивизии произведён пуск ракеты с боевой стартовой позиции.
В 1967 году управление дивизии передислоцировано в с. Октябрьское Пригородного района Северо-Осетинской АССР.
С 3 по 8 июня 1968 года в ходе стратегического учения «Весенний гром» под руководством Министра обороны СССР в дивизии впервые был произведён залп ракет. 
18 июля 1974 года в ходе исследовательских учений был произведён учебно-боевой пуск всех трёх ракет 3-го дивизиона 480-го рп.
В 1982 году соединение передислоцировано в пгт. Боровиха Первомайского района Алтайского края. Вошла в состав 33-й ракетной армии (г. Омск).
На 1994 год основное место дислокации — ЗАТО Сибирский Алтайского края.

## Состав
35-я РД в различные периоды своего существования имела следующий состав:.

### Первоначальный состав в 1961 году
- 178-й ракетный полк (Орджоникидзе, Северо-Осетинской АССР);
- 479-й ракетный полк (Майкоп, Адыгейской автономной области);
- 480-й ракетный полк (Махачкала, Дагестанской АССР).

### Состав в 1985 году
- 307-й ракетный полк;
- 479-й ракетный полк;
- 480-й ракетный полк;
- 867-й ракетный полк;

### Состав в 2006 году
- 307-й ракетный полк;
- 479-й ракетный полк;
- 480-й ракетный полк;
- 867-й ракетный полк;

Кроме вышеперечисленных, в состав дивизии в разное время входили

### Приданные и вспомогательные части и подразделения
- 1059-я ремонтно-техническая база (придана 178-му ракетному полку);
- 1515-я ремонтно-техническая база (придана 479-му ракетному полку);
- 1518-я ремонтно-техническая база (придана 480-му ракетному полку);
- 3911-я техническая ракетная база (3911-я трб, в/ч 01276);
- 729-й узел связи (720-й ус, в/ч 08315);
- 337-я отдельная вертолётная эскадрилья (337-я ОВЭ, в/ч 29557);
- Военный госпиталь 33-й ракетной дивизии|Военный госпиталь (в/ч 52934);
- Отдельный батальон охраны и разведки 33-й ракетной дивизии|Отдельный батальон охраны и разведки (в/ч 52862);
- 1672-й Отдельный инженерно-сапёрный батальон (в/ч 52928);
- 157-й дом культуры Российской армии;
- Отдельная группа регламента средств связи 33-й ракетной дивизии|Отдельная группа регламента средств связи (в/ч 52929–А);
- База тылового обеспечения 33-й ракетной дивизии|База тылового обеспечения (в/ч 52929-Б);
- Дивизионная автомобильная ремонтная мастерская 33-й ракетной дивизии (в/ч 52929–В).

## Вооружение

### История
- Артиллерийское
- Миномётное
- Ракетное:
  - с 1961 по 1981 гг. - ракетные комплексы с ракетами средней дальности: Р-12 (8К63)
  - с 1963 по 1982 гг. - ракетные комплексы с ракетами средней дальности: Р-14 (8К65)
  - подвижные грунтовые ракетные комплексы с ракетами средней дальности: «Пионер».

### Современность
- С ноября 1991 года – ракетные комплексы с межконтинентальными баллистическими ракетами РС-12М «Тополь» (15Ж58), перевооружение было закончено в декабре 1994 года. В составе дивизии 36 ПУ.[3]
- В 2022 году дивизия полностью перевооружена на грунтовые ракетные комплексы PC-24 «Ярс»[4].

## Командование

### Командиры дивизии
- С 30 мая 1960 по 22 июля 1961 года — полковник Иванов Георгий Александрович
- С 23 июля 1961 по 29 октября 1966 год — генерал-майор Шевцов, Владимир Никодимович
- С 29 октября 1966 по 2 июня 1971 год — генерал-майор Дряхлых, Николай Иванович
- С 2 июня 1971 по 20 мая 1975 год — генерал-майор Гладун, Владимир Григорьевич
- С 20 мая 1975 по 28 октября 1977 год — генерал-майор Титаренко, Андрей Иванович
- С 2 сентября 1977 по 31 декабря 1980 год — полковник Фёдоров Владимир Алексеевич
- С 31 декабря 1980 по 7 марта 1983 год — генерал-майор Михтюк, Владимир Алексеевич
- С 1982 по 1984 год — полковник Потапов Евгений Сергеевич.
- С 1984 по 1989 год — генерал-майор Соловцов Николай Евгеньевич (с 2001 по 2009 год — Командующий РВСН)
- С 1989 по 1992 год — полковник Воробьёв В. Г.
- С 1992 по 1995 год — генерал-майор Калиниченко Н. И.
- С 1995 по 1998 год — генерал-майор Розовенко В. П.
- С 1998 по 2002 год — генерал-майор Свидерский К. В.
- С 2002 по 2006 год — генерал-майор Баранов Александр Аркадьевич
- С 2006 по 2009 год — генерал-майор Матвеев Сергей Сергеевич
- С октября 2009 по май 2013 год — генерал-майор Ногин Роман Олегович
- С мая 2013 по август 2017 генерал-майор Талатынник Сергей Андреевич
- С августа 2017 по январь 2022 год - генерал- майор Прокопенков Александр Александрович
- С января 2022 года - генерал-майор Ширяев Дмитрий Сергеевич

### Заместители командира дивизии
- С 1960 по 1966 год — полковник Омельченко
- С 1966 по 1969 год — полковник Шевченко Николай Гаврилович
- С 1969 по 1971 год — полковник Хуторцев Владимир Сергеевич
- С 1971 по 1976 год — полковник Мячин Борис Константинович
- С 1976 по 1979 год — полковник Сизов Юрий Григорьевич
- С 1979 по 1982 год — полковник Макаревич Александр Александрович
- С 1982 по 1985 год - полковник Смирнов Дмитрий Алексеевич
- С 1985 по ____ год - полковник Мешочкин Владимир Иванович
- С ____ по 1989 год - полковник Воробьёв В.Г.
- С 1989 по ____ год - полковник Кочегаров Юрий Михайлович
- С 1995 по ____ год - полковник Кузьмин Николай Николаевич
- С 19___по ____год полковник Каркадилов Сергей
- С 19-- по _____ год полковник Кавардаков Виктор Юрьевич
- С 2011 по 2013 полковник Старовойтенко Эдуард Юрьевич
- С 2014 по сей день - полковник Кульчихин Владимир Александрович

### Начальники штаба - заместители командира дивизии
- С 1960 по 1967____ год — полковник Тимошенко Николай Григорьевич
- С ____ по 1968 год — полковник Житков Эдуард Фёдорович
- С 1968 по 1974 год — полковник Семёнов Илья Фёдорович
- С 1974 по 1976 год — полковник Линовицкий Евгений Павлович
- С 1976 по 1980 год — подполковник Полищук Владимир Игнатьевич
- С 1980 по 198_ год - полковник Олейник Юрий Алексеевич
- С 198_ по 198_ год — подполковник Северов Юрий Леонидович
- С 198_ по 198_ год - подполковник Кадилов Григорий Васильевич
- с 19_ по 199- - полковник Назаренко Анатолий Владимирович
- с 08.1997 по 06.2002 - полковник Рева Иван Фёдорович
- с 19_  по 2004- полковник Сивер Сергей Викторович
- с 2004  по 2006- полковник Матвеев Сергей Сергеевич
- с 2006- по 2010 полковник Бондаренко Игорь Евгеньевич
- С 2011 по 2014 полковник Лапухин Сергей Иванович
- с 2014 по 2017 - полковник Гвоздь Александр  Анатольевич
- с 2017 по 2020 - полковник Камагуров Иван Александрович
- с августа 2020 по настоящее время полковник Долинский Дмитрий Валерьевич

### Заместители командира дивизии по работе с личным составом
- С 1960 по 1966 год — полковник Орлов Владимир Сергеевич
- С 1966 по 1968 год — полковник Ларин Владимир Семёнович
- С 1968 по 1974 год — полковник Семенков Владимир Степанович
- С 1974 по 1979 год — полковник Хомяков Виктор Владимирович
- С 1979 по 1980 год — полковник Руденко Виктор Федосеевич
- С 1980 по 1985 год — полковник Челпанов Валерий Васильевич
- С 1985 по 1987 год — полковник Иванов Анатолий Иванович
- С 1987 по 1991 год — подполковник Шапошников Сергей Евгеньевич
- С 1991 по 1998 год — полковник Корниецкий Леонид Иосифович
- С 1998 по 2002 год — полковник Камагаев Сергей Михайлович
- С 2002 по 2003 год — полковник Бойко Виктор Васильевич
- С 2003 по 2010 год — полковник Лосев Дмитрий Алексеевич
- С 2010 по 2014 год — полковник Распутин Анатолий Николаевич
- С 2014 по 2020 год — полковник Игнатик Виталий Иванович
- С февраля 2020 года полковник Клюбин Алексей Викторович

### Заместители командира дивизии по ракетному вооружению - главные инженеры
- С 1961 по 1969 год — полковник Мусин Александр Васильевич
- С 1969 год  — полковник Беликов Николай Павлович
- С 1969 по 1982 год — полковник Клименко Михаил Фёдорович
- С 1982 по ____ год - полковник Антонов Александр Петрович
- С ____ по ____ год - полковник Прошин Иван Николаевич
- С_____по_____год - полковник Девин Валерий Владимирович
- С_____по_____ год - полковник Присяжных Иван Николаевич
- С 2002 по 2004 год - полковник Рожнов Андрей Викторович
- С 2004 по 2010 год - полковник Семикозенко Олег Витальевич
- С 2010 по 2011 год - полковник Мартынов Александр Анатольевич
- С 2011 по 2012 год - полковник Самситдинов Вадим Бурханович.
- С 2012 по 2016 год - полковник Болотов Александр Юрьевич
- С 2016 полковник Кузнецов Сергей Александрович

### Заместители командира дивизии по тылу - начальники тыла
- С 1960 по 1971 год — полковник Кубарев Алексей Фёдорович
- С 1971 по 1977 год — полковник Кобозев Георгий Алексеевич
- С 1977 по 1984 год — полковник Дзутцев Борис Павлович
- С 19__по19__год -полковник Ильюшин
- с 1998 по 2001 год - полковник Сорокин Николай Алексеевич
- С 2001 по 2003 год - полковник Кострикин Станислав Борисович
- С 200_ по 200_ год - полковник Егорочкин Сергей Владимирович
- С 20__ по 20__год полковник Сбитнев Сергей Владимирович
- С2011 по 2013 год полковник Подсевалов Максим Николаевич

С 2013 по 2017 полковник Литвинов
С 2017 по 2018 полковник Слёзкин
С 2018 полковник Квасов Сергей Александрович

### Командиры полков

#### Командиры 178-го ракетного полка (г. Орджоникидзе)
- С августа 1959 по 1962 год — подполковник Запорожец Михаил Иванович
- С 1962 по 1964 год — полковник Крупенин Геннадий Ильич
- С 1964 по 1972 год — полковник Вовк Николай Николаевич
- С 1972 по 1974 год — полковник Веселов Аркадий Викторович
- С 1974 по 1977 год — подполковник Вершков Иван Васильевич
- С 1977 по 1979 год — подполковник Кумов Виктор Григорьевич
- С 1979 по 1980 год — подполковник Жураховский Пётр Кирилович

#### Командиры 479-го Померанского ракетного полка (г. Майкоп)
- С 1961 по 1963 год — полковник Лапкин Георгий Степанович
- С 1963 по 1967 год — полковник Шутиков Борислав Андреевич
- С 1967 по 1971 год — полковник Воротников Николай Георгиевич
- С 1971 по 1975 год — полковник Тасуй Станислав Иванович
- С 1975 по 1979 год — полковник Сорокин Евгений Евлампиевич
- С 1979 по 1982 год — полковник Кумов Виктор Григорьевич
- С 1982 по 1986 год — полковник Серёгин Александр Николаевич
- С 1986 по 1991 год — полковник Назаренко Анатолий Владимирович
- С 1991 по 1992 год — подполковник Прасковьин Сергей Сергеевич
- С 1992 по 1997 год — полковник Парфёнов Владимир Прокопьевич
- С 1997 по 2002 год — полковник Братухин Николай Кириллович
- С 2002 по 2007 год — полковник Данилюк Александр Владимирович
- С 2007 по 2010 год — полковник Лукьянов Игорь Геннадьевич
- С 2010 по 2012 год - полковник Бурков Павел Николаевич
- С 2012 по 2014 год - подполковник Десюк Юрий Вадимович
- С 2014 по 2016 год полковник Соболев Константин Александрович
- С 2016 - подполковник Доробало Сергей Всеволодович
- С 2018 - по февраль 2022 полковник Суворов Виталий Валерьевич
- С февраля 2022 года - полковник Зимин Михаил Юрьевич

#### Командиры 480-го Дрезденского ракетного полка (ЗАТО Сибирский)
- С 1960 по 1966 год — полковник Хуторцев Владимир Сергеевич
- С 1966 по 1969 год — полковник Васильев Александр Акимович
- С 1969 по 1971 год — подполковник Мячин Борис Константинович
- С 1971 по 1974 год — подполковник Линовицкий Евгений Павлович
- С 1974 по 1978 год — подполковник Ремезов Юрий Николаевич
- С 1978 по 1981 год — подполковник Васик Иван Мефодьевич
- С 1981 по 1984 год — подполковник Горохов Юрий Олегович
- С 1984 по 1988 год — подполковник Жихорь В.А
- С 1988 по 1990 год — подполковник Брызгалов В.И.
- С 1990 по 1991 год — подполковник Кавардаков В.Ю.
- С 1991 по 1992 год — полковник Назаренко Анатолий Владимирович
- С 1992 по 1996 год — полковник Донец А.А.
- С 1996 по 1998 год — полковник Каторжин Станислав Николаевич
- С 1998 по 2000 год — подполковник Хребтов Андрей Юрьевич
- С 2000 по 2001 год — полковник Мизев Н.В.
- С 2001 по 2004 год — полковник Холявик Александр Борисович
- С 2004 по 2006 год — полковник Козлуков В.Г.
- С 2006 по 2009 год - полковник Самойлович Александр Викторович
- С 2009 по 2012 год — полковник Кондаков Вениамин Михайлович
- С 2012 по 2014 год - полковник Малинин Андрей Николаевич
- С 2014 по 2016 год - подполковник Соловьёв Евгений Николаевич
- С 2016 по 2018 год- полковник Шокин Алексей Владимирович
- С 2018 по 2021 полковник Осинцев Алексей Витальевич
- С 2021 - подполковник Шептухин Алексей Анатольевич

## 307-й гвардейский Кёнигсбергский краснознамённый ордена Кутузова II  степени ракетный полк (войсковая часть 29532)
Место постоянной дислокации — ЗАТО Сибирский. Полк формировался на базе артиллерийской бригады большой мощности, первоначально в составе двух наземных дивизионов.

### Командиры полка
- С 1960 по 1963 год — полковник Минеев Борис Иванович
- С 196? по 1977 — полковник Бессонов
- С 1977 по 1982 год — Гвардии подполковник Левицкий В.Е.
- С 1982 по 1987 год — Гвардии подполковник Демидкин Евгений Васильевич;
- С 1987 по 1995 год — Гвардии полковник Санников Валерий Григорьевич;
- С 1995 по 1999 год — Гвардии полковник Яковлев Владимир Николаевич;
- С 1999 по 2006 год — Гвардии полковник Андреев Анатолий Александрович;
- С 2006 по 2009 год — Гвардии полковник Андрейчук Олег Васильевич;
- С 2009 по 2012 год — Гвардии полковник Шпаков Владислав Геннадьевич;
- С 2012 по 2014 год — Гвардии полковник Симачёв Александр Алексеевич;
- С 2014 по 2017 год — Гвардии полковник Камагуров Иван Александрович;
- С 2017 по 2021 год — Гвардии полковник Каличенко Олег Александрович
- С июня 2021 года - Гвардии полковник Тюбин Алексей Михайлович

## 867-й гвардейский ракетный Полоцкий ордена Кутузова полк (войсковая часть 23460 - 29551)
Место постоянной дислокации — г. Добеле-2, Латвийской ССР-в/ч 23460 (вообще-то это не совсем верно, - в Добеле-2 были "зимние квартиры" - место жительства офицерского состава части дивизионов полка. Офицерский состав 3-го дивизиона располагался в пос. Элея. Позиции полка располагались на границе Литовской ССР и Латвийской ССР между пос. Жагаре и деревней Аугсткалне - 56°23'11,02" с.ш.  23°19'18,24" в.д.). Май 1983- август 1983 переучивание на новую технику на полигоне Капустин Яр. С мая 1984 окрестности деревни Полковниково Алтайского края - в/ч 29551. Полк формировался на базе полка фронтовой авиации и 156-го механизированного полка 51-й механизированной дивизии, чьё наименование получил по преемственности.

### Командиры полка
- С 1960 по 1961 год – подполковник Корунчиков Василий Дмитриевич;
- С 1961 по 1965 год – полковник Данильченко Михаил Платонович;
- С 1965 по 1968 год – полковник Орехов Леонид Васильевич;
- С 1968 по 1974 год – полковник Ганин Всеволод Андреевич;
- С 1974 по 1977 год – подполковник Краснов Анатолий Дмитриевич;
- С 1977 по 1982 год – подполковник Балащенко Михаил Петрович;
- С 1982 по 1983 год – подполковник Вербицкий Сергей Андреевич;
- С 1983 по 1985 год – подполковник Мешочкин Владимир Иванович (в/ч 23460 - в/ч 29551);
- С 1985 по 1992 год - полковник Мартынов Владимир Николаевич;
- С 1992 по 1995 год - полковник Гончаров Евгений Иванович;
- С 1995 по 2000 год - полковник Иваницкий Сергей Степанович;
- С 2000 по 2003 год - полковник Лещинский Виктор Дмитриевич;
- С 2003 по 2006 год - полковник Каньшин Владимир Яковлевич;
- С 2006 по 2006 год - полковник Бондаренко Игорь Евгеньевич;
- С 2006 по 2010 год - полковник Переверзев Виктор Александрович;
- С 2010 по 2010 год - подполковник Бурков Павел Николаевич;
- С 2010 по 2014 год - полковник Кульчихин Владимир Александрович
- с 2014 и по 2017 - Гвардии полковник Козлов Денис Геннадьевич
- с июля 2017 по 2019 - Гвардии полковник Богданов Виталий Алексеевич
- с 2019 по настоящее время - Гвардии полковник Иванец Алексей Александрович

### Командиры (начальники) специальных войск и тыла
3911-я техническая ракетная база
- С ____ по ____ год — полковник Савосин.
- С ____ по ____ год — полковник Патрахин Алексей Михайлович
- С ____ по ____ год — полковник Горохов
- С 1995 по 1999 год — полковник Ибрагимов Минахмет Минахметович

- С 1999 по 1999 год — полковник Андреев Александр Виссарионович

- С 1999 по 2009 год — полковник Гошкин Сергей Владимирович
- С 2009 по 2011 год — полковник Серёжкин Сергей Сергеевич

- С 2011 по 2016 год — полковник Мажитов Бауржан Рашевич
- С 2016 по 2019  -- полковник Шарый Максим Владимирович
- С 2019 года полковник Редькин Сергей Владимирович

#### 1059-я ремонтно-техническая база (приданная 178-му рп)
- С 1960 по 1973 год — полковник Герасёв Николай Андреевич
- С 1973 по 1977 год — полковник Калачёв Анатолий Николаевич
- С 1977 по 1980 год — полковник Тер-Акопов Борис Авакович

#### 1515-я ремонтно-техническая база (приданная 479-му Померанскому рп)
- С ____ по ____ год — полковник-инженер Смирнов Василий Васильевич
- С ____ по ____ год — полковник Тер-Акопов Борис Авакович

#### 1518-я ремонтно-техническая база (приданная 480-му Дрезденскому рп)
- С 1960 по 1964 год — полковник Балашов
- С 1966 по ____ год — полковник Идиатулин
- С ____ по 1975 год — полковник Шушарин Анатолий Фёдорович
- С 1975 по 1982 год — полковник Лазовский Анатолий Матвеевич

### Заместители главного инженера
- С ____ по ____ год — подполковник Сухарнов Геннадий Иванович
- С ____ по ____ год — подполковник Болынедонов Николай Иванович
- С ____ по ____ год — подполковник Антонов Александр Петрович